# Classe Black Swan
Pour les articles homonymes, voir Black Swan.
La classe Black Swan et la classe Black Swan modifié étaient deux classes de sloops utilisés par la Royal Navy et la Royal Indian Navy pendant la Seconde Guerre mondiale.
Douze Black Swan ont été lancés entre 1939 et 1943, dont quatre pour la Royal Indian Navy; vingt-cinq Black Swan modifiés ont été lancés entre 1942 et 1945, dont deux pour la Royal Indian Navy; plusieurs autres navires ont été annulés.

## Histoire
Comme les corvettes, les sloops de cette période étaient des navires spécialisés de défense de convois, sauf que les sloops étaient plus gros et plus rapides, et possédaient un contrôle des tirs antiaériens bien supérieur via la Fuze Keeping Clock et un armement lourd de canons à angle élevé de 4 pouces (102 mm), tout en conservant d'excellente capacité anti-sous-marine. Ils ont été conçus pour avoir un rayon d'action plus long qu'un destroyer au détriment d'une vitesse de pointe inférieure, tout en restant capables de dépasser les U-Bootes Type VII et Type IX en surface.
Pendant la Seconde Guerre mondiale, des sloops de classe Black Swan ont coulé 29 sous-marins. Le commandant de sloop le plus célèbre était le capitaine Frederic John Walker. Son sloop HMS Starling est devenu l'un des chasseurs de sous-marins les plus performants, participant au naufrage de onze sous-marins.
Après la guerre, les sloops ont continué à servir dans la Royal Navy, la marine égyptienne, la marine indienne, la marine pakistanaise et la marine ouest-allemande. 

En avril 1949, le HMS Amethyst a été attaqué sur le fleuve Yangtsé par l'Armée populaire de libération.
En outre, plusieurs sloops Black Swan ont combattu pendant la guerre de Corée.

## Classe Black Swan

### Royal Navy
Les deux premiers navires ont été construits dans le cadre du programme de 1937, commandés chantier naval Yarrow Shipbuilders à Scotstoun, le 1er janvier 1938. La deuxième paire a été construite dans le cadre du programme de 1939, commandée à Furness Shipbuilding Company le 21 juin 1939 . Dix autres navires pour la Royal Navy ont été commandés dans le cadre du programme de guerre de 1940 le 13 avril 1940; cependant, six d'entre eux (les commandes passées à White de Cowes, Thornycroft à Woolston et Swan Hunter à Tyneside pour deux navires chacun) ont ensuite été remplacés par des commandes pour un nombre égal de destroyers d'escorte de classe Hunt.
Il y a eu des améliorations progressives au fur et à mesure que le bâtiment se développait, et le HMS Woodcock et le HMS Wren une fois achevés étaient pratiquement indiscernables de la classe du Black Swan modifié.
| Nom du navire | Pennant number    | Constructeur                        | Pose de la quille | Lancement        | Mise en service | Destin |
| ------------- | ----------------- | ----------------------------------- | ----------------- | ---------------- | --------------- | --- |
| Flamingo      | L18 plus tard U18 | Yarrow, Scotstoun                   | 26 mai 1938       | 18 avril 1939    | 3 novembre 1939 | Transféré à l'Allemagne de l'Ouest comme Graf Spee 21 janvier 1959. Vendu pour la ferraille le 25 octobre 1967. |
| Black Swan    | L57 plus tard U57 | Yarrow, Scotstoun                   | 20 juin 1938      | 7 juillet 1939   | 27 janvier 1940 | Vendu pour la ferraille le 13 septembre 1956.                                                                   |
| Erne          | U03               | Furness Sbdg, Haverton Hill-on-Tees | 22 septembre 1939 | 5 août 1940      | 26 avril 1941   | Devenu navire-école RNVR Wessex sur le Solent le 4 juin 1952, démantelé en octobre 1965.                        |
| Ibis          | U99               | Furness Sbdg, Haverton Hill-on-Tees | 22 septembre 1939 | 28 novembre 1940 | 30 août 1941    | Coulé par des torpilleurs italiens au large d'Alger le 10 novembre 1942.                                        |

### Royal Indian Navy
Deux navires ont été commandés en vertu du programme de 1939, la commande étant passée à Denny le 8 septembre 1939. La deuxième paire a été commandée en vertu du programme de 1940, cette commande avec Thornycroft étant passée le 29 août 1940. Les deux premiers ont été utilisés comme navires de surveillance après la guerre. La deuxième paire a été transférée à la marine du Pakistan en 1948. Une troisième paire a été commandée mais appartenait à la classe des Black Swan modifiés (voir ci-dessous).
| Nom du navire | Pennant number | Constructeur          | Pose de la quille | Lancement        | Mise en service | Destin                                                                                             |
| ------------- | -------------- | --------------------- | ----------------- | ---------------- | --------------- | -------------------------------------------------------------------------------------------------- |
| Sutlej        | U95            | Denny, Dunbarton      | 4 janvier 1940    | 1er octobre 1940 | 23 avril 1941   | Navire d'étude en 1955. Désactivé fin 1978 et vendu pour la ferraille en 1982 ou 1983.             |
| Jumna         | U21            | Denny, Dunbarton      | 28 février 1940   | 16 novembre 1940 | 13 mai 1941     | Navire d'étude en 1957. Renommé INS Jamuna en 1968, désactivé fin 1980 et vendu pour la ferraille. |
| Narbada       | U40            | Thornycroft, Woolston | 30 août 1941      | 21 novembre 1942 | 29 avril 1943   | Renommé Jhelum en 1948. Vendu pour la ferraille le 15 juillet 1959.                                |
| Godavari      | U52            | Thornycroft, Woolston | 30 octobre 1941   | 21 janvier 1943  | 28 juin 1943    | Renommé Sind en 1948. Vendu pour la ferraille ljuin e 2 juin 1959.                                 |

## Classe Black Swan modifié

### Royal Navy
Quatorze sloops pour la Royal Navy étaient dans le programme de guerre supplémentaire de 1940. Les deux premiers ont été commandés à Denny, Dunbarton, le 9 janvier 1941, dix autres ont été commandés le 27 mars 1941 (deux chacun de Cammell Laird, Scotts, Thornycroft, Yarrow et John Brown), et une dernière paire de Fairfield, Govan, le 18 juillet 1941. Le contrat avec John Brown est transféré au chantier naval de Portsmouth Dockyard le 3 mars 1942, puis à Denny le 8 décembre 1942.
| Nom du navire | Pennant number | Constructeur              | Pose de la quille | Lancement         | Mise en service   | Destin |
| ------------- | -------------- | ------------------------- | ----------------- | ----------------- | ----------------- | --- |
| Chanticleer   | U05            | Denny, Dunbarton          | 6 juin 1941       | 24 septembre 1942 | 29 mars 1943      | Torpillage le 18 novembre 1943 par l'U-515 (Henke). Rebaptisé Lusitania le 31 décembre 1943 comme navire de base, puis démoli à Lisbonne 1945.          |
| Crane         | U23            | Denny, Dunbarton          | 13 juin 1941      | 9 novembre 1942   | 10 mai 1943       | Vendu pour la ferraille en mars 1965. |
| Cygnet        | U38            | Cammell Laird, Birkenhead | 30 août 1941      | 28 juillet 1942   | 1er décembre 1942 | Vendu pour la ferraille le 16 mars 1956. |
| Kite          | U87            | Cammell Laird, Birkenhead | 25 septembre 1941 | 13 octobre 1942   | 1er mars 1943     | Coulé par l'U-344 le 21 août 1944. |
| Lapwing       | U62            | Scotts, Greenock          | 17 décembre 1941  | 16 juillet 1943   | 21 mars 1944      | Coulé par l'U-968 le 20 mars 1945 juste à la sortie de Mourmansk, URSS                                                                                  |
| Lark          | U11            | Scotts, Greenock          | 5 mai 1942        | 28 août 1943      | 10 avril 1944     | Torpillage par l'U-968 au large de la Baie de Kola le 17 février 1945; récupéré par la marine soviétique et renommé Neptun, finalement dissous en 1956. |
| Magpie        | U82            | Thornycroft, Woolston     | 30 décembre 1941  | 24 mars 1943      | 30 août 1943      | Vendu pour la ferraille le 12 juillet 1959. |
| Peacock       | U96            | Thornycroft, Woolston     | 29 novembre 1942  | 11 décembre 1943  | 10 mai 1944       | Vendu pour la ferraille le 7 mai 1958. |
| Pheasant      | U49            | Yarrow, Scotstoun         | 17 mars 1942      | 21 décembre 1942  | 12 mai 1943       | Vendu pour la ferraille en janvier 1963. |
| Redpole       | U69            | Yarrow, Scotstoun         | 18 mai 1942       | 25 février 1943   | 24 juin 1943      | Vendu pour la ferraille le 20 novembre 1960. |
| Snipe         | U20            | Denny, Dunbarton          | 21 septembre 1944 | 20 décembre 1945  | 9 septembre 1946  | Vendu pour la ferraille le 23 août 1960. |
| Sparrow       | U71            | Denny, Dunbarton          | 30 octobre 1944   | 18 février 1946   | 16 décembre 1946  | Vendu pour la ferraille le 26 mai 1958. |
| Starling      | U66            | Fairfield, Govan          | 21 octobre 1941   | 14 octobre 1942   | 1er avril 1943    | Vendu pour la ferraille en juillet 1965. |
| Whimbrel      | U29            | Yarrow, Scotstoun         | 31 octobre 1941   | 25 août 1942      | 13 janvier 1943   | Transféré à l'Égypte comme El Malek Farouq en novembre 1949, renommé Tarik en 1954.                                                                     |
| Wild Goose    | U45            | Yarrow, Scotstoun         | 28 janvier 1942   | 14 octobre 1942   | 11 mars 1943      | Vendu pour la ferraille le 27 février 1956. |
| Woodcock      | U90            | Fairfield, Govan          | 21 octobre 1941   | 26 novembre 1942  | 29 mai 1943       | Vendu pour la ferraille le 28 novembre 1955. |
| Woodpecker    | U08            | Denny, Dunbarton          | 23 février 1941   | 29 juin 1942      | 14 décembre 1942  | Coulé par l'U-256 le 27 février 1944. |
| Wren          | U28            | Denny, Dunbarton          | 27 février 1941   | 11 août 1942      | 4 février 1943    | Vendu pour la ferraille le 2 février 1956. |

Quatorze autres navires étaient autorisés dans le cadre du programme de 1941, mais les trois derniers navires (les noms «Star», «Steady» et «Trial» »avaient été approuvés) n'étaient pas commandés dans le cadre de ce programme. Le premier des onze effectivement commandés fut contracté avec Thornycroft le 3 décembre 1941, avec une autre paire pour Stephens à Linthouse, le 18 décembre. Huit autres ont été commandés en 1942, deux le 11 février, deux le 3 mars (originaire de Portsmouth Dockyard), deux le 12 août et deux le 5 octobre. Cependant, la commande de deux sloops a été passée à Portsmouth, transférée au chantier naval de Chatham le 21 juin 1943, et alous que leur quilles étaient posées, ont été annulés le 15 octobre 1945.
| Nom du navire | Pennant number | Constructeur                                                 | Pose de la quille | Lancement                  | Mise en service            | Destin |
| ------------- | -------------- | ------------------------------------------------------------ | ----------------- | -------------------------- | -------------------------- | --- |
| Actaeon       | U07            | Thornycroft, Woolston                                        | 15 mai 1944       | 25 juillet 1945            | 24 juillet 1946            | Transféré à l'Allemagne de l'Ouest sous le nom de Hipper le 9 décembre 1958. Sert de ponton en juillet 1964, vendu pour démolition le 25 octobre 1967. |
| Amethyst      | U16            | Alex. Stephen, Linthouse                                     | 25 mars 1942      | 7 mai 1943                 | 2 novembre 1943            | Vendu pour la ferraille le 18 janvier 1957. |
| Hart          | U58            | Alex. Stephen, Linthouse                                     | 27 mars 1942      | 7 juillet 1943             | 12 décembre 1943           | Transféré à l'Allemagne de l'Ouest sous le nom de Scheer en 1958. Vendu pour démolition le 17 mars 1971.                                               |
| Hind          | U39            | Denny, Dunbarton                                             | 31 août 1942      | 30 septembre 1943          | 11 avril 1944              | Vendu pour la ferraille le 10 décembre 1958. |
| Mermaid       | U30            | Denny, Dunbarton                                             | 8 septembre 1942  | 11 novembre 1943           | 12 mai 1944                | Transféré à l'Allemagne de l'Ouest sous le nom de Scharnhorst le 5 mai 1950. Sert de ponton en 1974, et vendu pour la ferraille en avril 1990.         |
| Alacrity      | U60            | Denny, Dunbarton                                             | 4 mai 1943        | 1er septembre 1944         | 13 avril 1945              | Vendu pour la ferraille le 15 septembre 1956. |
| Opossum       | U33            | Denny, Dunbarton                                             | 28 juillet 1943   | 30 novembre 1944           | 16 juin 1945               | Vendu pour la ferraille le 26 avril 1960. |
| Modeste       | U42            | Chatham Dockyard, Chatham (Kent)                             | 15 février 1943   | 29 janvier 1944            | 3 septembre 1945           | Vendu pour la ferraille le 11 mars 1961. |
| Nereide       | U64            | Chatham Dockyard                                             | 15 février 1943   | 29 janvier 1944            | 6 mai 1946                 | Vendu pour la ferraille le 18 mai 1958. |
| Nonsuch       | U54            | Portsmouth Dockyard, déplacé plus tard vers Chatham Dockyard | 26 février 1945   | Annulé le 15 octobre 1945. | Annulé le 15 octobre 1945. | Annulé le 15 octobre 1945. |
| Nymphe        | U84            | Portsmouth Dockyard, déplacé plus tard vers Chatham Dockyard | 26 février 1945   | Annulé le 15 octobre 1945. | Annulé le 15 octobre 1945. | Annulé le 15 octobre 1945. |

Deux sloops supplémentaires ont été autorisés dans le programme de 1942; leurs noms auraient été  Waterhen  et  Wryneck  mais ils n'ont jamais été commandés dans le programme de cette année. Le programme de 1944 a rétabli ces deux navires, ainsi que le douzième sloop autorisé dans le cadre du programme de 1941, et maintenant appelé «Partridge». Ces trois navires ont été commandés le 9 octobre 1944, mais ils ont tous été annulés le 15 octobre 1945. Ceux-ci étaient destinés à être encore modifiés et agrandis, avec un Maître-bau de 11,73m. Deux autres navires prévus dans le cadre du programme de 1944 auraient été nommés `` Woodpecker (ii) et ``Wild Swan, mais ils n'ont jamais été commandés et l'intention de construire a été abandonnée lors de l'élaboration du programme de 1945.
- Partridge, commandé à Thornycroft.
- Waterhen, commandé à Denny.
- Wryneck, commandé à Denny.

### Royal Indian Navy
Deux navires de la marine indienne furent inclus dans le programme de 1941, la commande étant passée au chantier naval de Yarrow le 10 septembre 1941.
| Nom du navire | Pennant number | Constructeur      | Pose de la quille | Lancement     | Mise en service | Destin                                                                           |
| ------------- | -------------- | ----------------- | ----------------- | ------------- | --------------- | -------------------------------------------------------------------------------- |
| Kistna        | U46            | Yarrow, Scotstoun | 14 juillet 1942   | 22 avril 1943 | 26 août 1943    | Renommé INS Krishna en 1968. Désactivé à la fin 1981 et vendu pour la ferraille. |
| Cauvery       | U10            | Yarrow, Scotstoun | 28 octobre 1942   | 15 juin 1943  | 21 octobre 1943 | Renommé INS Kaveri en 1968. Vendu en 1979.                                       |

## Pertes
Pendant la Seconde Guerre mondiale
- Ibis a été coulé par des bombardiers-torpilleurs italiens au large d'Alger le 10 novembre 1942
- Woodpecker a été gravement endommagé par une torpille à tête acoustique tirée par l'U-256 le 20 février 1944 alors qu'il escortait le convoi ON-224. Le navire a coulé une semaine plus tard le 27 février alors qu'il était remorqué lors d'une tempête atlantique.
- Kite a été coulé par l'U-344 le 21 août 1944 alors que le navire escortait des porte-avions couvrant le convoi arctique JW 59.
- Lark a été endommagée au-delà de toute réparation par l'U-968 le 17 février 1945
- Lapwing a été coulé par l'U-968 le 20 mars 1945 juste à l'extérieur de Mourmansk, en URSS.

## Succès
U-bootes coulés pendant la seconde guerre mondiale
- U-213 a été coulé à l'Est des Acores par Erne, Rochester et Sandwich le 31 juillet 1942.
- U-124 a été coulé à l'Ouest d'Oporto par les corvettes Stonecrop et Black Swan le 2 avril 1943.
- U-202 a été coulé à 00h30 le 2 juin 1943 au sud-Est du Cap Farvel, à la position de 56° 07′ N, 39° 31′ O, par des charges de profondeur et des coups de canons du Starling le 2 juin 1943.
- U-449 a été coulé au Nord-Ouest du Cap Ortegal par Wren, Woodpecker, Kite et Wild Goose le 24 juin 1943.
- U-462 a été coulé dans le golfe de Gascogne par un Handley Page Halifax et Wren, Kite, Woodpecker, Wild Goose et Woodcock le 30 juillet 1943.
- U-504 a été coulé au Nord-Ouest du Cap Ortegal par Kite, Woodpecker, Wren et Wild Goose le 30 juillet 1943.
- U-226 a été coulé à l'Est du Dominion de Terre-Neuve par Starling, Woodcock et Kite le 6 novembre 1943.
- U-538 a été coulé au Sud-Ouest de l'Irlande par les frégates Foley and Crane le 21 novembre 1943.
- U-119 a été coulé dans le golfe de Gascogne par Starling le 24 juin 1943.
- U-842 a été coulé par Starling et Wild Goose le 6 novembre 1943.
- U-592 a été coulé au Sud-Ouest de l'Irlande par Starling, Wild Goose et Magpie le 31 janvier 1944.
- U-762 a été coulé par Woodpecker et Wild Goose le 8 février 1944.
- U-734 a été coulé au Sud-Ouest de l'Irlande par Wild Goose et Starling le 9 février 1944.
- U-238 a été coulé au Sud-Ouest de l'Irlande par Kite, Magpie et Starling le 9 février 1944.
- U-424 a été coulé au Sud-Ouest de l'Irlande par Wild Goose et Woodpecker le 11 février 1944.
- U-264 a été coulé par Woodpecker et Starling le 19 février 1944.
- U-653 a été coulé par un Fairey Swordfish du porte-avion d'escorte Vindex, Starling et Wild Goose le 15 mars 1944.
- U-961 a été coulé à l'Est de l'Islande par Starling le 29 mars 1944.
- U-962 a été coulé au Nord-Ouest du Cap Finisterre par Crane et Cygnet le 8 avril 1944.
- U-473 a été coulé au Sud-Ouest de l'Irlande par Starling, Wren et Wild Goose le 6 mai 1944.
- U-333 a été coulé à l'Ouest des Îles Scilly par Starling et la frégate Loch Killin le 31 juillet 1944.
- U-608 a été coulé dans le Golfe de Gascogne par Wren et un B-24 Liberator le 10 août 1944.
- U-385 a été coulé dans le Golfe de Gascogne par Starling et un Short Sunderland le 11 août 1944.
- U-198 a été coulé près des Seychelles par la frégate Findhorn et HMIS Godavari le 12 août 1944.
- U-354 a été coulé dans la Mer de Barents par Mermaid et Peacock, la frégate Loch Dunvegan et le destroyer Keppel le 24 août 1944.
- U-394 a été coulé dans la Mer de Norvège par un Fairey Swordfish du porte-avions d'escorte Vindex, les destroyers Keppel et Whitehall et les sloops Mermaid et Peacock le 2 septembre 1944.
- U-425 a été coulé dans la Mer de Barents par Lark et la corvette Alnwick Castle le 17 février 1945.
- U-1276 a été coulé au Sud de Waterford par Amethyst le 20 février 1945.
- U-1208 a été coulé par Amethyst et autres le 20 février 1945.
- U-327 a été coulé dans Manche anglaise par les frégates Labuan et Loch Fada et Wild Goose le 27 février 1945.
- U-683 a été coulé par Wild Goose et autres le 12 mars 1945.

### Réévaluation
- U-482 a été crédité pendant la guerre au Starling, avec les sloops Amethyst, Peacock, Hart et la frégate Loch Craggie, comme ayant été coulé dans le chenal Nord le 16 janvier 1945. L'Amirauté britannique a retiré ce crédit lors d'une réévaluation d'après-guerre dans les années 1990 [3].